# Martin Cross
Martin Patrick Cross (Londen, 19 juli 1957) is een Brits voormalig roeier. Cross maakte zijn debuut met een tiende plaats in de vier-zonder-stuurman tijdens de wereldkampioenschappen roeien 1977. Cross behaalde de bronzen medaille in de vier-zonder-stuurman tijdens de Wereldkampioenschappen roeien 1978 en 1979. Tijdens het olympische debuut van Cross 1980 in behaalde hij de bronzen medaille in de vier-zonder-stuurman. Vier jaar later tijdens de Olympische Zomerspelen 1984 behaalde Cross de gouden medaille in de vier-met-stuurman. Cross behaalde de zilveren medaille in de twee-zonder-stuurman tijdens de wereldkampioenschappen roeien 1985. Tijdens het derde olympische optreden in Seoel van Cross behaalde hij de vierde plaats in de vier-met-stuurman. Cross behaalde de bronzen medaille in de acht tijdens de wereldkampioenschappen roeien 1991. Een jaar later behaalde Cross de zesde plaats in de acht tijdens de Olympische Zomerspelen 1992. Cross sloot zijn carrière af met de zevende plaats in de twee-met-stuurman tijdens de wereldkampioenschappen roeien 1994.

## Resultaten
- Wereldkampioenschappen roeien 1977 in Amsterdam 10e in de vier-zonder-stuurman
- Wereldkampioenschappen roeien 1978 in Cambridge  in de vier-zonder-stuurman
- Wereldkampioenschappen roeien 1979 in Bled  in de vier-zonder-stuurman
- Olympische Zomerspelen 1980 in Moskou  in de vier-zonder-stuurman
- Wereldkampioenschappen roeien 1981 in München 10e in de vier-zonder-stuurman
- Wereldkampioenschappen roeien 1982 in Luzern 6e in de dubbel-vier
- Wereldkampioenschappen roeien 1983 in Duisburg 6e in de vier-met-stuurman
- Olympische Zomerspelen 1984 in Los Angeles  in de vier-met-stuurman
- Wereldkampioenschappen roeien 1985 in Hazewinkel  in de twee-zonder-stuurman
- Wereldkampioenschappen roeien 1986 in Nottingham 4e in de twee-zonder-stuurman
- Wereldkampioenschappen roeien 1987 in Kopenhagen 5e in de vier-met-stuurman
- Olympische Zomerspelen 1988 in Seoel 4e in de vier-met-stuurman
- Wereldkampioenschappen roeien 1990 in Barrington 4e in de vier-zonder-stuurman
- Wereldkampioenschappen roeien 1991 in Wenen  in de acht
- Olympische Zomerspelen 1992 in Barcelona 6e in de acht
- Wereldkampioenschappen roeien 1993 in Račice 6e in de acht
- Wereldkampioenschappen roeien 1994 in Indianapolis 7e in de twee-met-stuurman

1900: Henri Bouckaert & Jean Cau & Émile Delchambre & Henri Hazebrouck & Charlot / Gustav Goßler & Oskar Goßler & Walter Katzenstein & Waldemar Tietgens & Carl Goßler  ·
1912: Albert Arnheiter & Hermann Wilker  & Otto Fickeisen & Rudolf Fickeisen & Otto Maier·
1920: Willy Brüderlin & Max Rudolf & Paul Rudolf & Hans Walter & Paul Staub · 
1924: Émile Albrecht & Alfred Probst & Eugen Sigg & Hans Walter & Émile Lachapelle ·
1928: Valerio Perentin & Giliante D'Este & Nicolò Vittori & Giovanni Delise & Renato Petronio ·
1932: Hans Eller & Horst Hoeck & Walter Meyer & Joachim Spremberg & Carlheinz Neumann ·
1936: Hans Maier & Walter Volle & Ernst Gaber & Paul Söllner & Fritz Bauer·
1948: Warren Westlund & Gordon Giovanelli & Robert Martin & Robert Will & Allen Morgan ·
1952: Karel Mejta & Jiří Havlis & Jan Jindra & Stanislav Lusk & Miroslav Koranda ·
1956: Alberto Winkler & Romano Sgheiz & Angelo Vanzin & Franco Trincavelli & Ivo Stefanoni ·
1960: Gerd Cintl & Horst Effertz & Klaus Riekemann & Jürgen Litz & Michael Obst·
1964: Peter Neusel & Bernhard Britting & Joachim Werner & Egbert Hirschfelder & Jürgen Oelke ·
1968: Dick Joyce & Ross Collinge & Dudley Storey & Warren Cole & Simon Dickie ·
1972: Peter Berger & Hans-Johann Färber & Gerhard Auer & Alois Bierl & Uwe Benter ·
1976: Vladimir Jesjinov & Nikolai Ivanov & Michail Koeznetsov & Aleksandr Klepikov & Aleksandr Loekjanov ·
1980: Dieter Wendisch & Ullrich Dießner & Walter Dießner & Gottfried Döhn & Andreas Gregor ·
1984: Martin Cross & Richard Budgett & Andy Holmes & Steve Redgrave & Adrian Ellison·
1988: Bernd Niesecke & Karsten Schmeling & Bernd Eichwurzel & Frank Klawonn & Hendrik Reiher ·
1992: Iulică Ruican & Viorel Talapan & Dimitrie Popescu & Nicolae Țaga & Dumitru Răducanu
- Library of Congress Control Number: nb2010023461
- Virtual International Authority File: 142161566
- WorldCat: E39PBJmpcbKTmCbPvRCTqDY773